# Donata Jancewicz-Wawrzyniak
Donata Maria Jancewicz (født 17. juni 1969 i Gdańsk, Polen) er en tidligere polsk atlet, som er bosat i Danmark og var medlem i Aalborg FF/Aalborg AM og Sparta Atletik. 
Donata Maria  Jancewicz vandt sølvmedaljen i højdespring for Polen ved EM 1998 blev hun nummer 2 i  Budapest  og satte samtidig sin personlige rekord på 1,95. Hun var nummer 10 ved OL i Barcelona 1992 med 1,92 og nummer 6 ved VM i Sewilla 1991. Hun vandt fire polske og fire danske mesterskaber. Højdespringstræner i Aalborg Atletik & Motion.
Donata Maria Jancewicz er 1,86 meter høj. 

Danske mesterskaber
- Guld  2004  Højdespring  1,76
- Guld  2003  Højdespring  1,74
- Guld  1996  Højdespring inde  1,85
- Guld  1994  Højdespring inde  1,79

## Personlige rekorder
- Højdespring: 1,95 Budapest 23. august 1998
- Højdespring inde: 1,88 Sevilla 9. marts 1991